# Hermann Schulze-Delitzsch

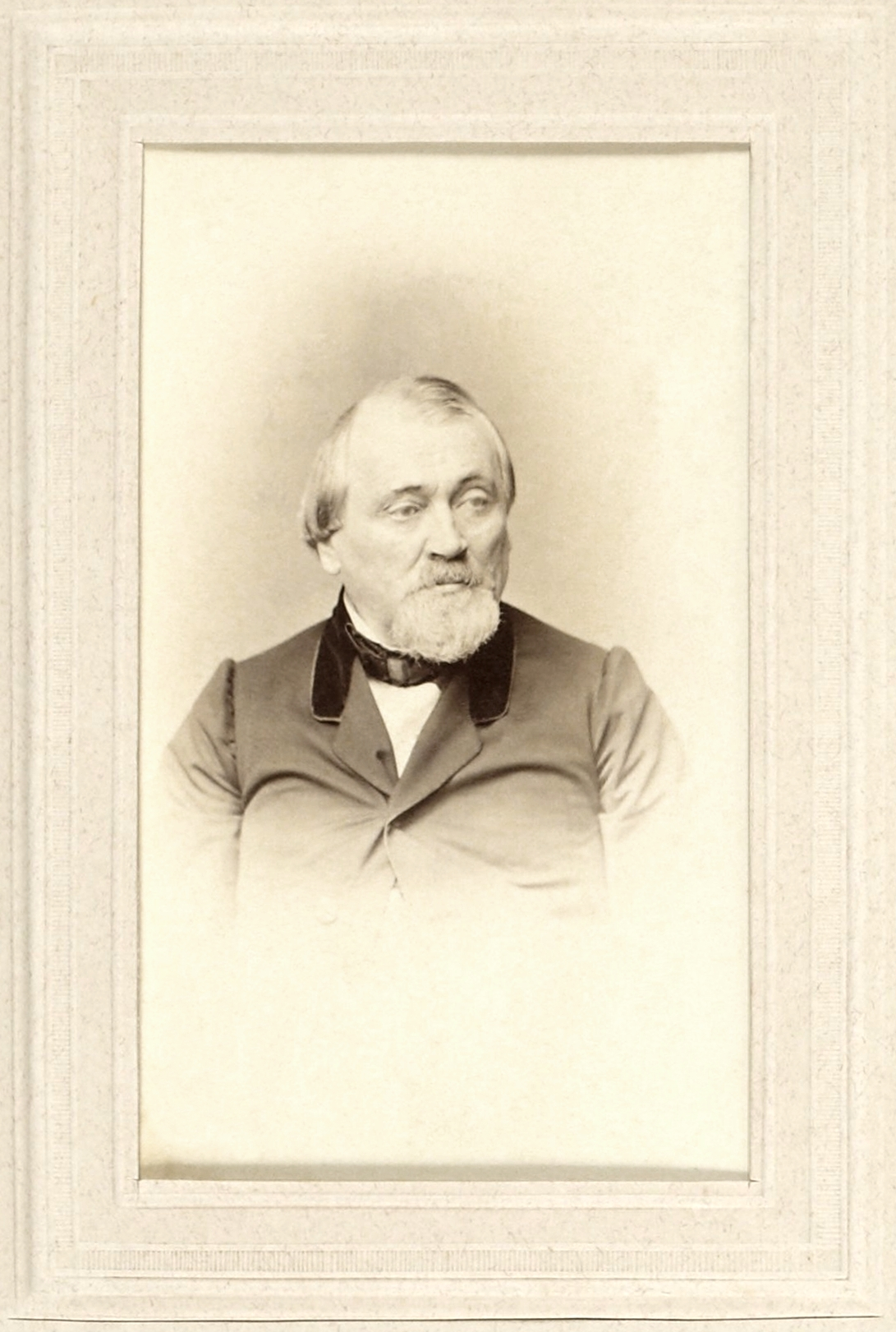
Hermann Schulze-Delitzsch

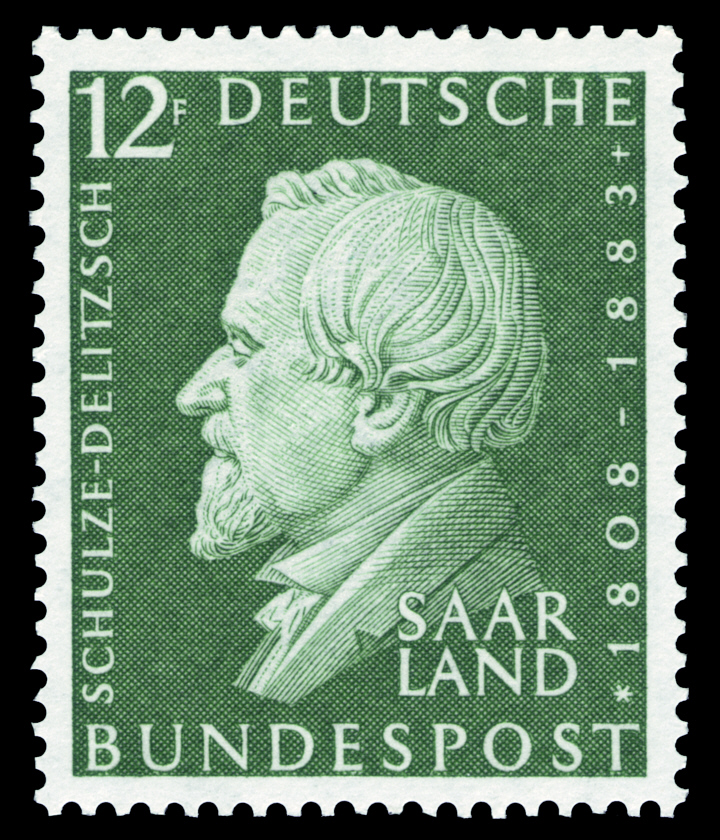
Znaczek przedstawiający Hermann Schulze

Hermann Schulze-Delitzsch (faktycznie Franz Hermann Schulze – ur. 29 sierpnia 1808 w Delitzsch, zm. 29 kwietnia 1883 roku w Poczdamie).
Studiował w Lipsku, a później w Halle. W Lipsku w 1827 roku wstąpił do korporacji akademickiej, gdzie był głową kolegium. W 1838 roku został mianowany w sądzie drugiej instancji jako asesor. W latach 1841–1849 był sędzią patriarchalnym majątku ziemskiego na kilka powiatów w jego rodzinnym mieście działania. W ten sposób poznawał problemy małych zakładów rzemieślniczych, którym trudno było nadążać za rosnącym uprzemysłowieniem. Po klęsce nieurodzaju pracował przy tworzeniu komisji pomocowej na zakup zbóż i utrzymanie młyna i piekarni. Następnie w pruskim Zgromadzeniu Narodowym pracował w komisjach zajmujących się sytuacją rzemieślników. Wszystkie te działania wskazywały na to, że jedynym sposobem na poprawę sytuacji rzemieślników jest tworzenie spółdzielni, by stawić czoła szybko rozwijającemu się przemysłowi.
W 1859 roku został powołany do pruskiego parlamentu i był jednym z założycieli Deutsche Fortschrittspartei. Wtedy przeniósł się z rodziną do Poczdamu, gdzie kontynuował swoją działalność, dzięki czemu spółdzielnie w Prusach i w Związku Północnoniemieckim mogły działać jako osoby prawne i otrzymały zdolność prawną. W 1873 roku został odznaczony przez Uniwersytet w Heidelbergu, gdzie przyznano mu doktora honoris causa.